# Martin Winterkorn
Martin Winterkorn (Leonberg, 24 maggio 1947) è un dirigente d'azienda e imprenditore tedesco, ex dirigente nonché presidente del consiglio di amministrazione di Volkswagen AG, la società madre del gruppo Volkswagen, presidente del consiglio di sorveglianza di Audi e presidente del consiglio di amministrazione di Porsche Automobil Holding SE.

## Biografia

### Formazione
Winterkom ha studiato metallurgia e fisica dei metalli all'Università di Stoccarda dal 1966 al 1971. Dal 1973 al 1977, è stato dottorando presso l'Istituto Max Planck nel campo della ricerca sulla fisica dei metalli, dove si è laureato nel 1977.

### Carriera
Nel 1977, Winterkom inizia la sua professione come assistente specializzato nel settore Ricerca Ingegneria dei Processi alla Robert Bosch GmbH. Tra il 1978 e il 1981, guida il team dedicato a Sostanze e Processi per lo sviluppo di sviluppo di compressori frigoriferi.
Nel 1993, Martin Winterkom assume la posizione di responsabile dell'Assicurazione Qualità per il Gruppo Volkswagen AG. Da giugno 1995, prende la guida della Gestione Prodotti per il Gruppo VW.
Nel 2007 è subentrato a Bernd Pischetsrieder come CEO di Volkswagen AG. In precedenza, era stato presidente del consiglio di amministrazione della filiale del gruppo Volkswagen Audi AG.
Si è dimesso dalla Volkswagen il 23 settembre 2015, in seguito alle rivelazione relative allo scandalo sulle manomissioni delle emissioni che riguardava le auto diesel prodotte dall'azienda, noto come Dieselgate, venendo sostituito da Matthias Müller. In seguito, si è dimesso da presidente di Audi l'11 novembre 2015, dopo la divulgazione di ulteriori informazioni associate allo scandalo che sono state rivelate in merito ai motori a benzina del gruppo Volkswagen.
È stato nel consiglio di amministrazione della squadra di calcio tedesca Bayern München dal 22 febbraio 2003 al 18 dicembre 2018.
È stato incriminato per lo scandalo sulle emissioni negli Stati Uniti il 3 maggio 2018 con l'accusa di frode e cospirazione. Nell'aprile 2019 è stato incriminato con l'accusa di frode in Germania.

## Altre attività
Dal giugno 2003, winterkom è professore onorario l'Universita Politecnica ed Economica di Budapest, in riconoscimento dei soui servizi nella promozione  della ricerca. È anche membro del consiglio di sorveglianza dell'FC Bayern Monaco. È apparsa per due anni consecutivi nella classifica Power List della rivista americana Motor Trend, nel 2007 e nel 2008.

## Onorificenze
Grande croce dell'Ordine di Isabella la Cattolica (2014)